# Glenavon Football Club
O Glenavon Football Club é um clube de futebol que disputa a primeira divisão da Irlanda do Norte (Campeonato Norte-Irlandês de Futebol). O clube, fundado em 1889, é da cidade de Lurgan, no Condado de Armagh, e joga como mandante em seu estádio, o Mourneview Park. As cores do clube são o azul e o branco.
O Glenavon F.C. foi o primeiro clube do interior a ser campeão da Liga da Irlanda do Norte, a IFA Premiership, em 1951-52 e também é o primeiro clube do interior a vencer no mesmo período a Liga e a Copa da Irlanda do Norte, em 1956-57. No Glenavon jogaram famosos jogadores, como Wilbur Cush e Jimmy Jones, que estavam a frente do time nos anos 50, os Anos de Glória. O sucesso dos anos 50 ainda é o apogeu da história deste clube da cidade de Lurgan, que só veio a ter resultados semelhantes na temporada 1993-94, quando o clube não foi campeão por muito pouco. As conquistas mais recentes do clube foram a Liga norte-irlandesa em 2001-02 e a Copa da Irlanda do Norte em 1991-92 e 1996-97. 

## Campeonatos europeus
O Glenavon conseguiu alguns resultados importantes na Europa nos anos 90. Na temporada 1992-93, o time empatou seus dois jogos na Recopa Européia com o Royal Antuérpia e foram desclassificados nos penalties. Nesta competição, o Royal Antuérpia foi o vice-campeão, perdendo a final para o Parma F.C., por 3x1. Já na temporada 1995-96, alcançaram o primeiro turno da Taça UEFA. Após vencer o FH da Islândia no turno preliminar, o clube foi vencido pelo Werder Bremen duas vezes seguidas no primeiro turno. O Glenavon foi o último clube norte-irlandês a chegar no primeiro turno de uma Taça UEFA.

## Campeonatos mundiais
O Glenavon foi uma das equipes que participou do Torneio Internacional de Nova York de 1960, considerado como o primeiro torneio mundial interclubes, o qual teve como campeão o Bangu A.C. do Brasil.

## Títulos
- Liga da Irlanda do Norte: 4
  - 1951/52, 1956/57, 1957/58, 1959/60
- Copa da Irlanda do Norte: 6
  - 1956/57, 1958/59, 1960/61, 1991/92, 1996/97, 2015–16
- Copa da Liga Irlandesa: 1
  - 1989/90
- Copa da Cidade de Belfast: 5
  - 1920/21, 1954/55, 1955/56, 1960/61, 1965/66
- Copa de Ouro da Irlanda do Norte: 4
  - 1954/55, 1956/57, 1990/91, 1997/98
- Copa do Ulster: 3
  - 1954/55, 1958/59, 1962/63
- Copa Floodlit: 2
  - 1988/89, 1996/97
- County Antrim Shield: 2
  - 1990/91, 1995/96
- Copa do Mid-Ulster: 17
  - 1897/98, 1901/02, 1904/05, 1906/07, 1908/09, 1910/11, 1924/25. 1925/26, 1930/31, 1932/33, 1937/38, 1983/84, 1985/86, 1988/89, 1990/91, 1998/99, 2004/05
- Copa Norte-Sul: 1
  - 1962/63

## Técnicos famosos
- Harry Walker
- Jimmy McAlinden